# Stars de Huntsville
Les Stars de Huntsville (en anglais : Huntsville Stars) étaient une équipe de ligue mineure de baseball basé à Huntsville, en Alabama. L'équipe, qui jouait en Southern League (AA), était affiliée aux Brewers de Milwaukee. Les Stars évoluaient à domicile au Joe W. Davis Stadium, situé à Huntsville. 

## Anciens joueurs des Stars passés en Ligue majeure
- Tim Belcher
- Mike Bordick
- Ryan Braun
- Scott Brosius
- Greg Cadaret
- José Canseco
- Eric Chavez
- Alcides Escobar
- Prince Fielder
- Yovani Gallardo
- Jason Giambi
- Tony Gwynn
- Bill Hall
- Corey Hart
- Ramon Hernandez
- Tim Hudson
- Darren Lewis
- Stan Javier
- Mark McGwire
- Brad Nelson
- Charlie O'Brien
- Manny Parra
- Luis Polonia
- Ben Sheets
- Terry Steinbach
- Miguel Tejada
- Todd Van Poppel
- Carlos Villanueva
- Rickie Weeks
- Walt Weiss
- Wally Whitehurst
- Barry Zito